# Saint-Laurent-Blangy
Pour les articles homonymes, voir Saint-Laurent et Blangy.
Saint-Laurent-Blangy est une commune française située dans le département du Pas-de-Calais en région Hauts-de-France. Ses habitants sont appelés les Immercuriens. La commune est membre de la communauté urbaine d'Arras qui regroupe 46.

## Géographie

### Localisation
Localisée dans le sud-est du département du Pas-de-Calais, Saint-Laurent-Blangy est un grand centre urbain, traversé par la Scarpe canalisée, situé à vol d'oiseau, à 3 km au nord-est de la commune d'Arras (aire d'attraction, chef-lieu d'arrondissement et préfecture du département), dont elle est limitrophe.
Le territoire de la commune est limitrophe de ceux de sept communes.
Les communes limitrophes sont Bailleul-Sir-Berthoult, Arras, Athies, Feuchy, Roclincourt, Saint-Nicolas et Tilloy-lès-Mofflaines.

### Géologie et relief
La superficie de la commune est de 9,83 km2 ; son altitude varie de 50  à   103 m.

### Hydrographie
La commune, située dans le bassin Artois-Picardie, est, selon le Service d'administration nationale des données et référentiels sur l'eau (Sandre), drainée par sept cours d'eau :
- la Scarpe canalisée, d'une longueur de 67 km, qui prend sa source dans la commune d'Arras et se jette dans L'Escaut canalisée au niveau de la commune de Mortagne-du-Nord dans le département du Nord[4].

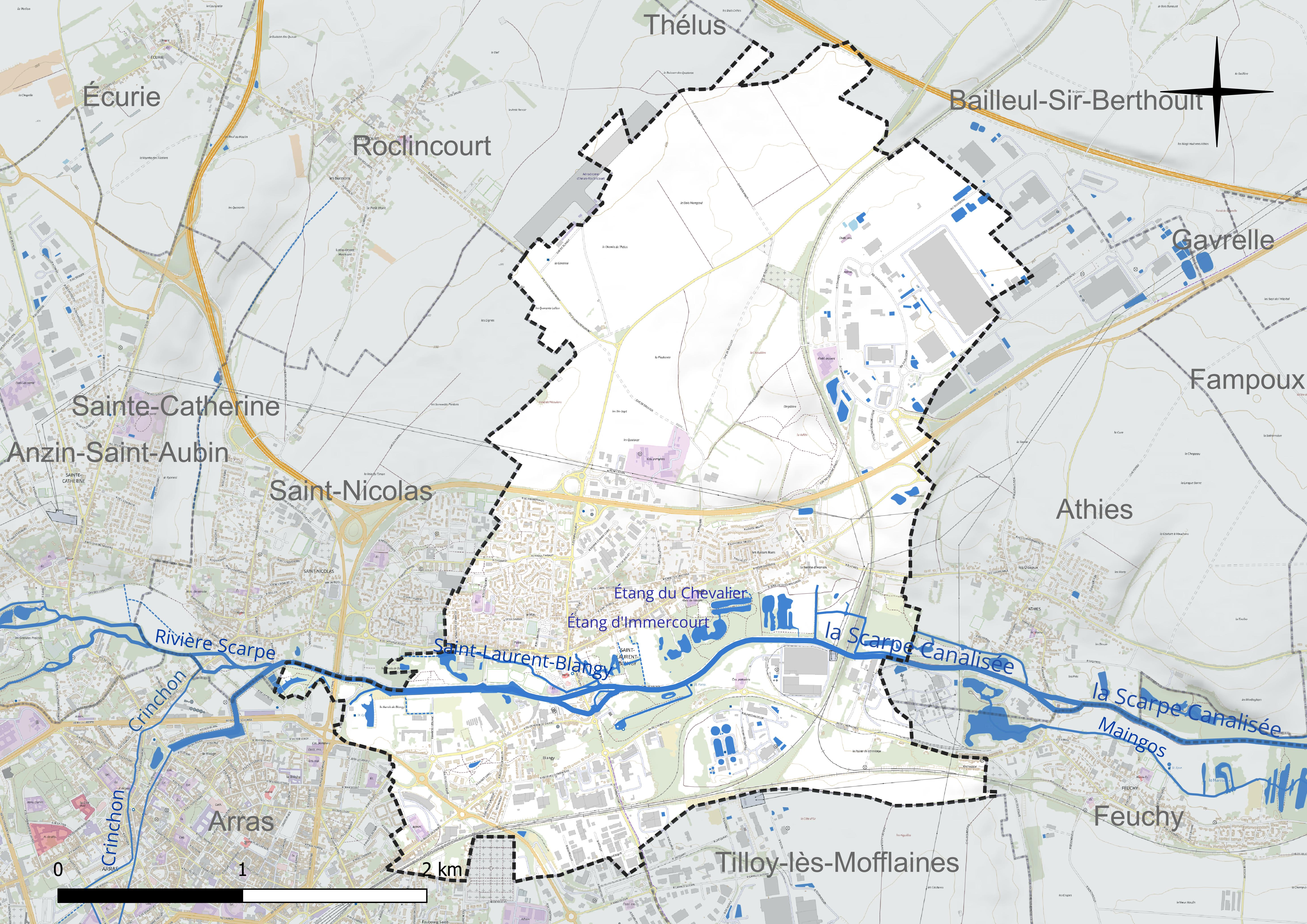
Réseau hydrographique de Saint-Laurent-Blangy.

- le Saint-Laurent-Blangy, d'une longueur de 1,11 km qui prend sa source dans la commune de Saint-Nicolas et se jette dans la Scarpe canalisée au niveau de la commune[5] ;
- le Ruisseau Saint-Michel, d'une longueur de 0,43 km qui prend sa source dans la commune et se jette dans la Scarpe canalisée au niveau de la commune[6] ;
- le Bras de Décharge Rd Ecl 29 St-Laurent-Blangy de Scarpe Canalisée à Vanne du Bras de Décharge, d'une longueur de 0,25 km qui prend sa source dans la commune et se jette dans le Bras de Décharge Rd Ecl 29 St-Laurent-Blangy de Vanne du Bras de Décharge à Scarpe Canalisée au niveau de la commune[7] ;
- la Ferme d'Hervin, d'une longueur de 0,24 km qui prend sa source dans la commune et se jette dans la Scarpe canalisée au niveau de la commune[8] ;
- le Bras de Décharge Rd Ecl 29 St-Laurent-Blangy de Vanne du Bras de Décharge à Scarpe Canalisée, d'une longueur de 0,17 km qui prend sa source dans la commune et se jette dans la Scarpe canalisée au niveau de la commune[9].

Et un cours d'eau au toponyme hydrographique inconnu, d'une longueur de 1,82 km qui prend sa source dans la commune  et se jette dans la Scarpe canalisée au niveau de la commune d'Athies.

### Climat
Pour des articles plus généraux, voir Climat des Hauts-de-France et Climat du Nord-Pas-de-Calais.
En 2010, le climat de la commune est de type climat océanique dégradé des plaines du Centre et du Nord, selon une étude du CNRS s'appuyant sur une série de données couvrant la période 1971-2000. En 2020, Météo-France publie une typologie des climats de la France métropolitaine dans laquelle la commune est exposée à un climat océanique et est dans la région climatique Nord-est du bassin Parisien, caractérisée par un ensoleillement médiocre, une pluviométrie moyenne régulièrement répartie au cours de l’année et un hiver froid (3 °C).
Pour la période 1971-2000, la température annuelle moyenne est de 10,4 °C, avec une amplitude thermique annuelle de 14,5 °C. Le cumul annuel moyen de précipitations est de 707 mm, avec 11,5 jours de précipitations en janvier et 8,7 jours en juillet. Pour la période 1991-2020, la température moyenne annuelle observée sur la station météorologique la plus proche, située sur la commune de Wancourt à 8 km à vol d'oiseau, est de 10,8 °C et le cumul annuel moyen de précipitations est de 711,4 mm,. Pour l'avenir, les paramètres climatiques de la commune estimés pour 2050 selon différents scénarios d'émission de gaz à effet de serre sont consultables sur un site dédié publié par Météo-France en novembre 2022.

### Milieux naturels et biodiversité

#### Zones naturelles d'intérêt écologique, faunistique et floristique
L’inventaire des zones naturelles d'intérêt écologique, faunistique et floristique (ZNIEFF) a pour objectif de réaliser une couverture des zones les plus intéressantes sur le plan écologique, essentiellement dans la perspective d’améliorer la connaissance du patrimoine naturel national et de fournir aux différents décideurs un outil d’aide à la prise en compte de l’environnement dans l’aménagement du territoire.
Le territoire communal comprend une ZNIEFF de type 1 : les marais de Biache-St-Vaast à Saint-Laurent-Blangy, d’une superficie de 601 hectares. Cet ensemble de marais s’inscrit dans le système alluvial de la moyenne vallée de la Scarpe, base fondatrice de la trame verte et bleue. Aménagé pour diverses activités humaines (accueil du public, pêche, loisirs…), il constitue néanmoins un cœur de nature sur le plan de la biodiversité.
et une ZNIEFF de type 2 : la vallée de la Scarpe entre Arras et Vitry-en-Artois, d’une superficie de 1 632 hectares et d'une altitude variant de 43  à   62 mètres. Sur ce site alluvial inondable plus ou moins tourbeux on y trouve des sites remarquables : le marais de Vitry en Artois, le marais du pont à Rœux et le secteur des anciennes tourbières de Plouvain et Biache-Saint-Vaast.

Carte des ZNIEFF de type 1 et 2 sur la commune
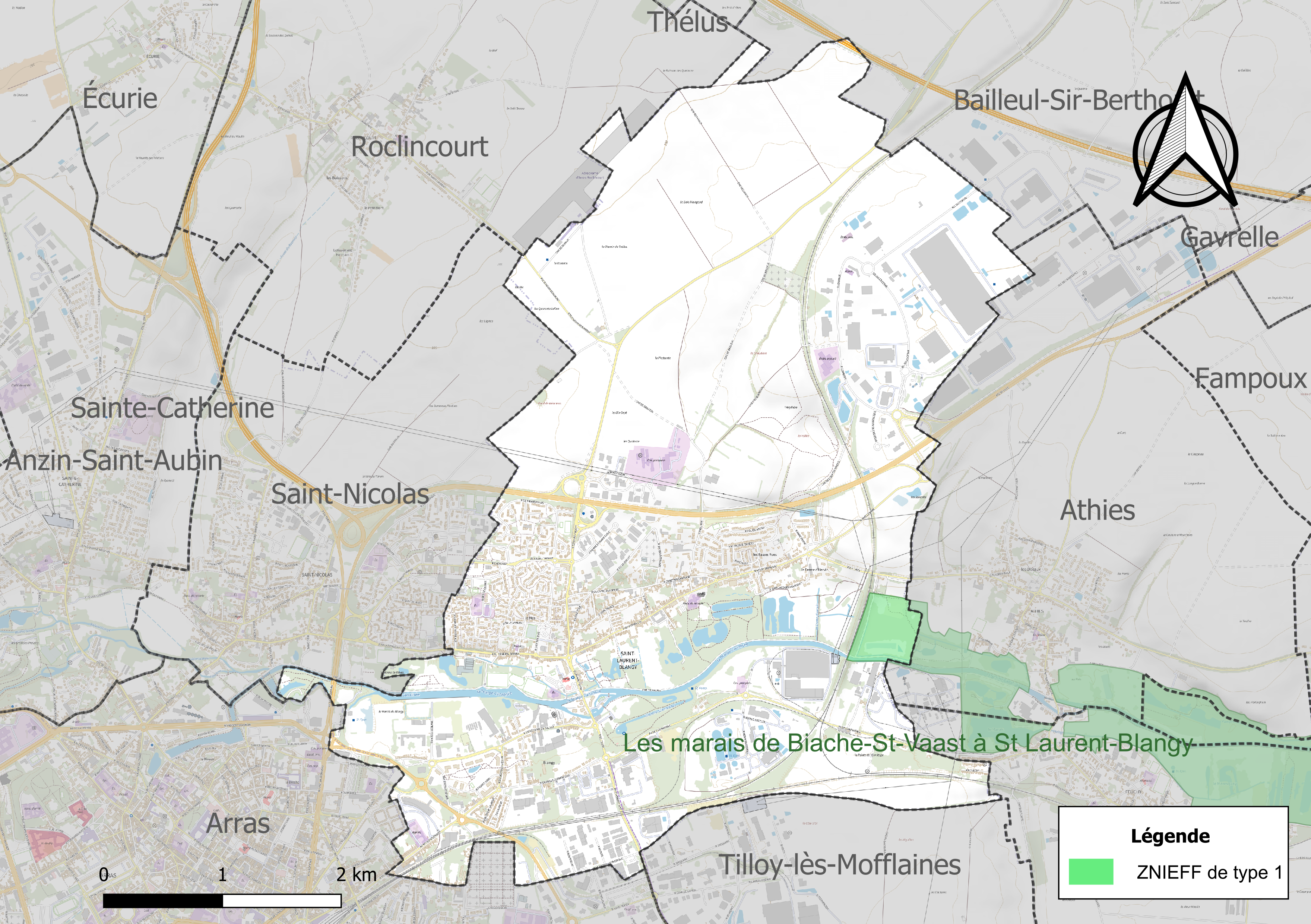
Carte de la ZNIEFF de type 1 sur la commune.
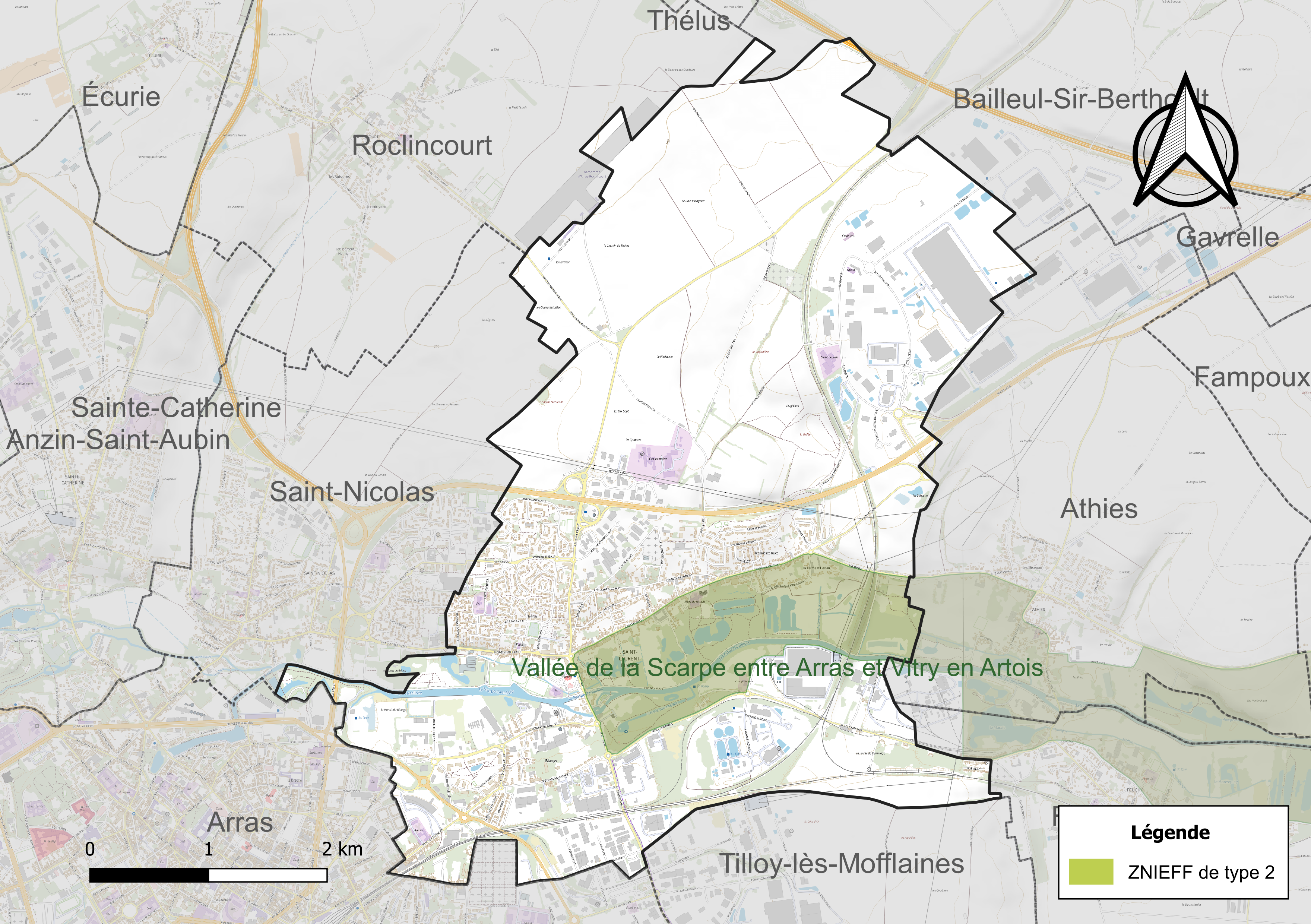
Carte de la ZNIEFF de type 2 sur la commune.

#### Espèces faunistiques et floristiques
L’Inventaire national du patrimoine naturel (INPN) recense plusieurs espèces faunistiques et floristiques sur le territoire de la commune dont certaines sont protégées et d’autres menacées et quasi-menacées.

## Urbanisme

### Typologie
Au 1er janvier 2024, Saint-Laurent-Blangy est catégorisée grand centre urbain, selon la nouvelle grille communale de densité à sept niveaux définie par l'Insee en 2022.
Elle appartient à l'unité urbaine d'Arras, une agglomération intra-départementale regroupant 15  communes, dont elle est une commune de la banlieue,,. Par ailleurs la commune fait partie de l'aire d'attraction d'Arras, dont elle est une commune du pôle principal,. Cette aire, qui regroupe 163 communes, est catégorisée dans les aires de 50 000 à moins de 200 000 habitants,.

### Occupation des sols
L'occupation des sols de la commune, telle qu'elle ressort de la base de données européenne d’occupation biophysique des sols Corine Land Cover (CLC), est marquée par l'importance des territoires artificialisés (53,5 % en 2018), en augmentation par rapport à 1990 (34,3 %). La répartition détaillée en 2018 est la suivante : 
terres arables (43,7 %), zones industrielles ou commerciales et réseaux de communication (33,7 %), zones urbanisées (12,5 %), espaces verts artificialisés, non agricoles (7,4 %), prairies (2,7 %). L'évolution de l’occupation des sols de la commune et de ses infrastructures peut être observée sur les différentes représentations cartographiques du territoire : la carte de Cassini (XVIIIe siècle), la carte d'état-major (1820-1866) et les cartes ou photos aériennes de l'IGN pour la période actuelle (1950 à aujourd'hui).

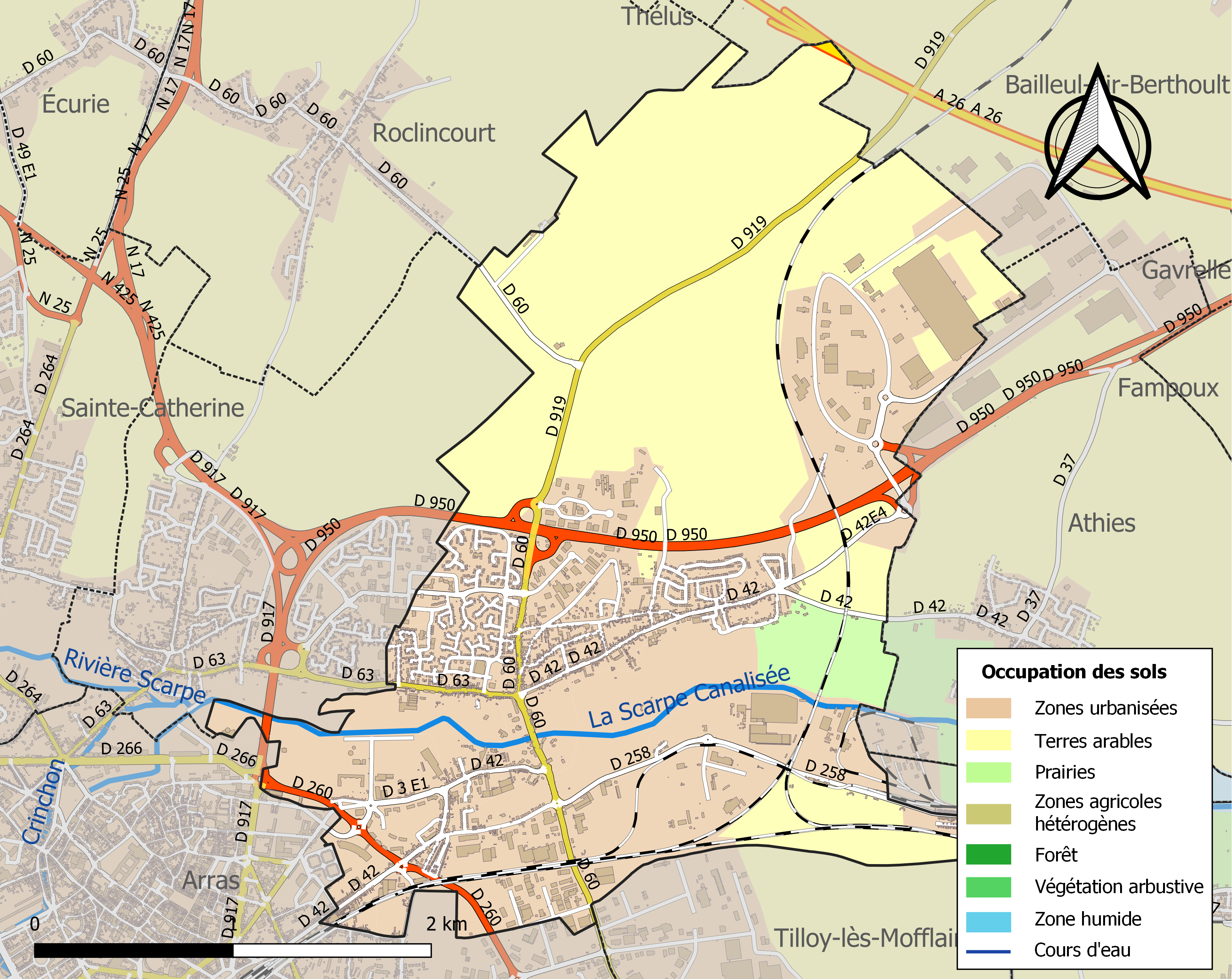
Carte des infrastructures et de l'occupation des sols de la commune en 2018 (CLC).

### Lieux-dits, hameaux et écarts
Au sein de la commune existe une richesse historique, de nombreux villages et hameaux y étaient établis autour de trois églises : Saint-Laurent, Saint-Michel et Notre-Dame-du-Bois. Ils avaient leur propre identité territoriale.

#### Hervin
Ce territoire, autonome jusqu'à la Révolution française, jouit d'une coutume particulière que Saint-Vaast fait reconnaitre. La possession par cette abbaye n'a jamais donné lieu à de réelles contestations. À la révolution, Hervin, d'abord englobé dans la commune de Saint-Laurent, en est séparé quelques années avant de revenir en majeure partie à cette commune. Ce hameau existe encore de nos jours et abrite la ferme ou cense d'Hervin ainsi qu'une chapelle.

#### Razincourt
Situé autour des marais et de l'actuelle rue du général Barbot menant à Saint-Nicolas, il est possible que ce fief de l'abbaye Saint-Vaast ait fait partie, à l'origine, du peuplement de Boves-Méaulens devenu le village de Saint-Nicolas.
Le nom de la localité est attesté sous les formes : Razincurt en 1119 ; Rasincurt ; Razincourt.

#### Saint-Michel
Ce hameau puis faubourg d'Arras s'étend entre la ville et le château de Bellemotte, autour de l'actuelle rue des Rosati à cheval entre Arras et Saint-Laurent-Blangy, à côté de l'église paroissiale de Saint-Michel, s'établit une prévôté de Saint-Vaast. Le hameau est parfois nommé Fosses ou Fosses-lez-Saint-Michel, probablement en raison de sa situation autour d'un site fossoyé d'un château.
Le faubourg fut détruit en prévision du siège d'Arras en 1640, à l'exception des fiefs de Loiselets et Luiton, rattachés à Blangy et religieusement à Arras comme cette commune.
Le nom de la localité est attesté sous les formes : Sanctus Michael au XIIe siècle ; Saint Mikiel en 1366 ; Sainct-Michiel-emprez-Arras au XIVe siècle ; Fosses de Markisiel en 1325 ; Fosse, Fossez-lez-Arras en 1518 ; Saint-Michel-lez-Arras en 1535 ; Fosses et Saint-Michel.

#### Blangy
Situé à l'origine entre les rues Laurent Gers et du Général De Gaulle, il s'est ensuite étendu sur une partie de Saint-Michel, Vaudry-Fontaine et du lieu-dit des Trois Éclisses. On y retrouve encore de nos jours un calvaire. Le village deviendra commune en 1790 avant d'être rattaché à la commune de Saint-Laurent-Blangy, et formera un quartier aux industries multiples vers le 19e siècle.

#### Vaudry-Fontaine
Entité territoriale composant la commune, le hameau de Vaudry-Fontaine s'élève entre Blangy et Mofflaines, autour de la célèbre fontaine.
Le nom de la localité est attesté sous les formes : Waldrici, Vualdrici fons au XIIe siècle ; Waudrifontaine en 1565 ; Baudrifontaine en 1595 ; Waudriette et le Vaudriet en 1651 ; Waudrifontaine puis Vaudry-Fontaine.

#### Mofflaines
Bati autour de l'actuelle avenue de l'Hermitage à l'orée de l'immense forêt qui s'étendait sur le plateau jusqu'aux agglomérations de Tilloy, Monchy-le-Preux, Feuchy, Waudrifontaine et Saint-Sauveur, on y retrouvait une église paroissiale, l'église Notre-Dame-du-Bois. Après 1414, il est déjà pratiquement détruit, et ne subsiste qu'un petit ermitage élevé sur les ruines de l'église.
En 1501, les moines reconstruisent au sud du terroir de Mofflaines une vaste ferme dite la Court-au-Bois, qui sera rattachée à la commune de Tilloy-lès-Mofflaines comme une partie de son terroir.
Le nom de la localité est attesté sous les formes : Moflanæ, Moflanis en 1098 ; Mofflaines en 1136 ; Moflaines en 1245 ; La Maison du Boys de Mofflaines en 1363 ; Court au Boz en 1501 ; Mofflaines et la Court-au-Bois.

#### Trois Éclisses
Situé sur l'actuelle rue Gustave Colin à la limite entre Arras et Saint-Laurent-Blangy, on y retrouvait une exploitation agricole dotée d'un moulin à vent portant le nom des Trois Éclisses. Elle a transmis son nom à une rue d'Arras, devenue depuis rue Georges-Clemenceau et prolongeant la rue de la République de Saint-Laurent-Blangy jusqu'à la rue de Cambrai à Saint-Sauveur.
L'origine du terme Éclisses est difficile à définir, il pourrait rappeler des éclistes, éclairs d'orage (en picard éclittes), des éclisses, éclats de bois (en picard esclices) ou la déformation du mot esclisce, partage d'un héritage.

### Voies de communication et transports

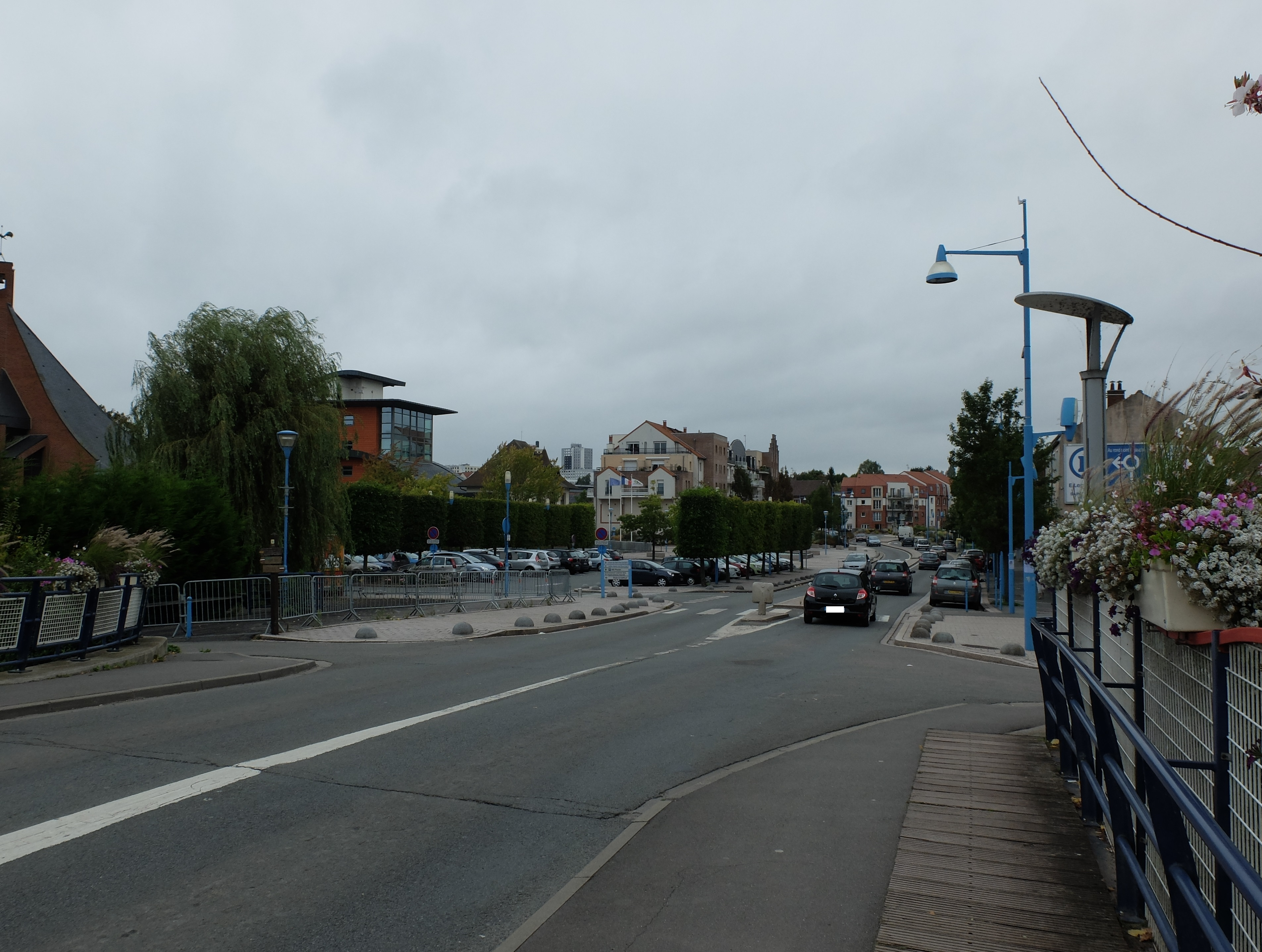
Le centre, la rue Laurent-Gers (D42).

Depuis 23 octobre 2019, une station d'autopartage Citiz est installée dans la commune.

#### Voies de communication
Article connexe : Réseau routier du Pas-de-Calais.
La commune est desservie par les routes départementales D 42, D50, D 60, D63, D260, D 3E1, D917 et D919.

#### Transport ferroviaire
Article connexe : Liste des gares du Nord-Pas-de-Calais.
La commune se trouve à 2 km, au nord de la gare d'Arras, desservie par des TGV inOui et des trains régionaux du réseau TER Hauts-de-France.

### Logement
En 2021, le nombre total de logements dans la commune était de 3 318, alors qu'il était de 3 168 en 2015 et de 2 801 en 2010
, soit une progression du nombre total de logements de 18,5 % depuis 2010.
Parmi ces 3 318 logements, 92,9 % étaient des résidences principales, (soit 3 083 logements), 0,6 % des résidences secondaires et 6,6 % des logements vacants. Ces logements étaient pour 53,6 % d'entre eux des maisons individuelles et pour 46,0 % des appartements.
Sur les 3 083 résidences principales, 49,8 % sont occupées par des propriétaires, 49,3 % par des locataires et 0,9 % par des personnes logées gratuitement.
Le tableau ci-dessous présente la typologie des logements à Saint-Laurent-Blangy en 2021 en comparaison avec celle du Pas-de-Calais et de la France entière. Une caractéristique marquante du parc de logements est ainsi la faible proportion des résidences secondaires et logements occasionnels (0,6 %) par rapport au département (6,5 %) et à la France entière (9,7 %) ainsi que d'une proportion de logements vacants (6,6 %) inférieure à celle du département (7,3 %) et de la France entière (8,1 %).
| Typologie                                               | Saint-Laurent-Blangy | Pas-de-Calais | France entière |
| ------------------------------------------------------- | -------------------- | ------------- | -------------- |
| Résidences principales (en %)                           | 92,9                 | 86,1          | 82,2           |
| Résidences secondaires et logements occasionnels (en %) | 0,6                  | 6,5           | 9,7            |
| Logements vacants (en %)                                | 6,6                  | 7,3           | 8,1            |

## Toponymie
Le nom de la localité est attesté sous les formes Ymericortis en 1047 ; Imercurt, Imeircurt en 1098 ; Ymercurt en 1102 ; Ymeircurt, Ymericurtis en 1136 ; Imelcurt en 1167 ; Ymercourt en 1193 ; Ymecurt, Hymercurt au XIIe siècle ; Imercort en 1209 ; Imercourt en 1207 ; Beatus Laurentius de Imercort en 1225 ; Ymecort en 1231 ; Ymercurtis au XIIe siècle ; Saint-Loerench en 1342 ; Saint-Lorens au XIVe siècle ; Saint-Laurens en 1565 ; Saint-Laurent-en-Ymercourt en 1583 ; Saint Laurant en 1781 ; Imercourt en 1793 ; Saint Laurent en 1793 ; Saint-Laurent et Saint-Laurent-Blangy depuis 1801.
Durant la Révolution, la commune porte le nom d'Imercourt. Saint Laurent est un hagiotoponyme.
Blangy est une section de la commune attestée sous les formes Blangeium en 1022, Blanginium en 1024, Blangies en 1167, Blangy en 1169, Blangi au XIIe siècle, Blangicum en 1194, Blangy-sur-les-fossés-lès-Bellemotte en 1515, Blanchy en 1720.

## Histoire
L'axe naturel de circulation formé par la vallée de la Scarpe, au fond de laquelle s'est édifiée Saint-Laurent-Blangy (nom de la commune jusqu'à sa destruction complète durant Première Guerre mondiale), va favoriser l'implantation d'un habitat tourné vers la rivière.
Les toutes premières traces d'occupation humaine sur le territoire de la commune datent de la période néolithique mais ces témoignages restent toutefois ténus.

### Ancien régime
D'après l'historien français Auguste de Loisne : « Saint-Laurent, en 1789, faisait partie de la gouvernance d'Arras et suivait la coutume d'Artois. Son église paroissiale, diocèse d’Arras, doyenné de Croisilles, district de Fampoux, était consacrée à saint Laurent ; l'abbé de Saint-Vaast présentait à la cure. »
En 1819, les communes de Saint Laurent et de Blangy se regroupent en une seule et même commune : Saint-Laurent-Blangy.
La commune est, dès 1914, fortement marquée par la violence des combats de la Première Guerre mondiale. à ce titre, La commune est décorée de la croix de guerre 1914-1918 par décret du 23 septembre 1920, distinction également attribuée à 276 autres communes du Pas-de-Calais. 

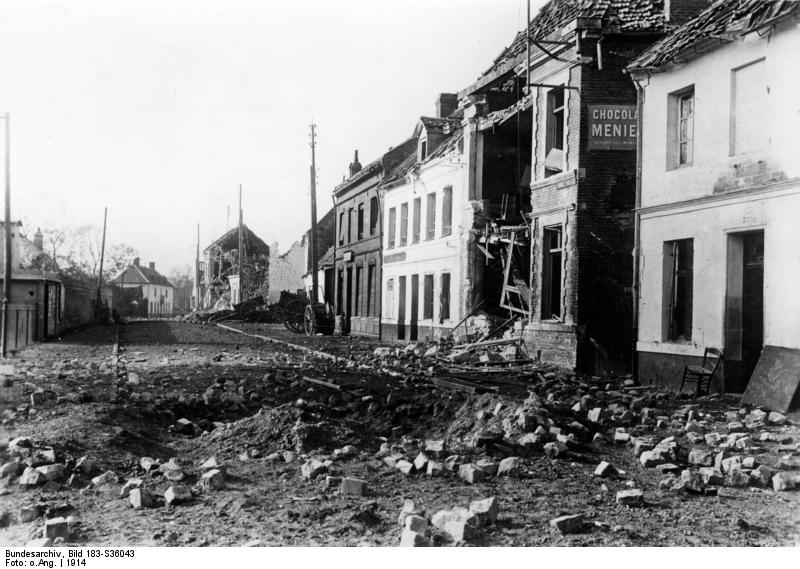
Premières séquelles de guerre à Saint-Laurent Blangy, en 1914. La commune sera ensuite entièrement rasée par les obus.

Elle est à nouveau touchée par la Seconde Guerre mondiale un peu plus de 20 ans plus tard.

## Politique et administration

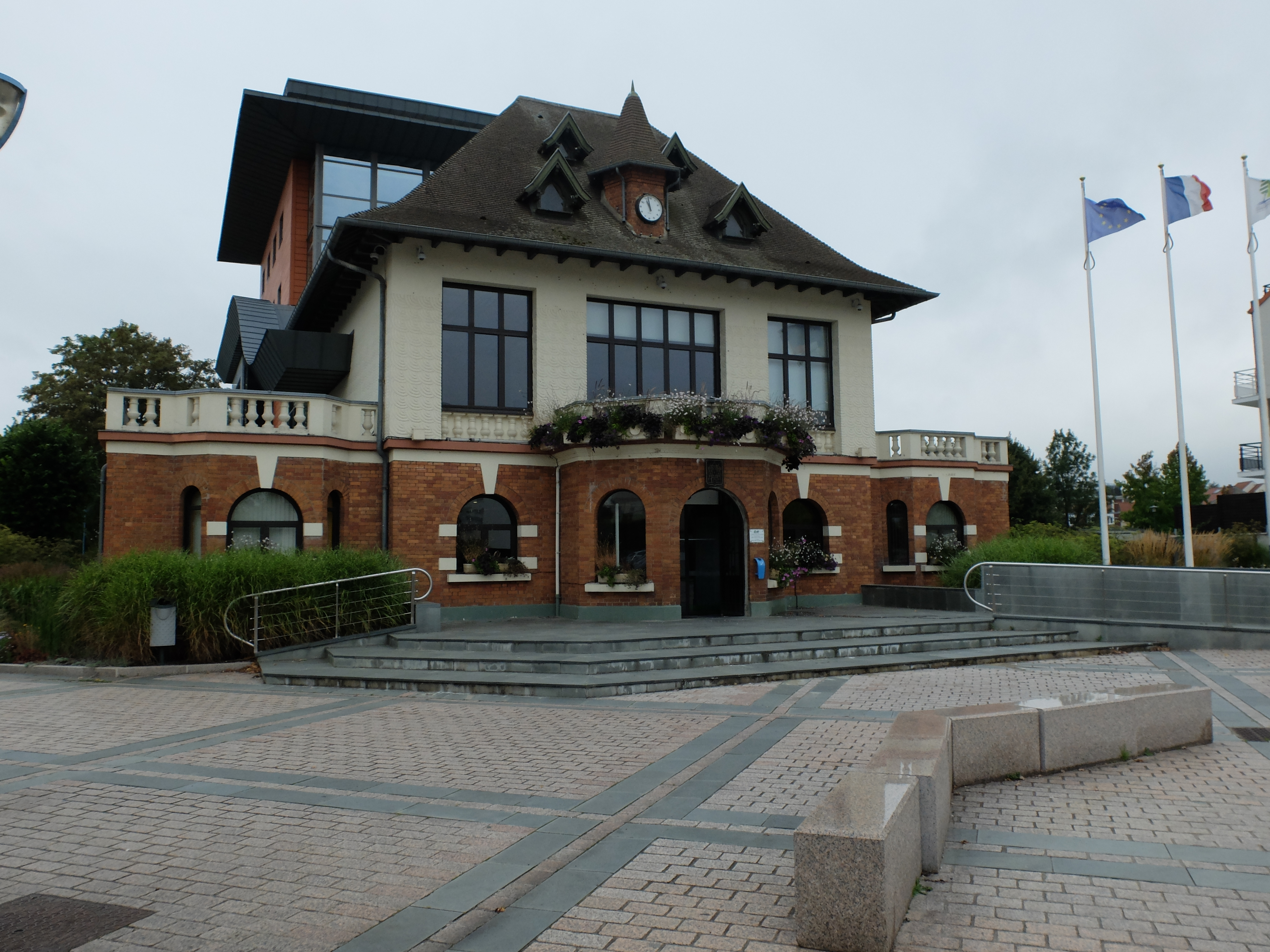
L'hôtel de ville.

### Découpage territorial
La commune se trouve dans l'arrondissement d'Arras du département du Pas-de-Calais.

#### Commune et intercommunalités
La commune est membre de la communauté urbaine d'Arras qui regroupe 46 communes et totalise 109 776 habitants en 2021.

#### Circonscriptions administratives
La commune est rattachée au canton d'Arras-2.

#### Circonscriptions électorales
Pour l'élection des députés, la commune fait partie de la deuxième circonscription du Pas-de-Calais.

### Élections municipales et communautaires

#### Élections municipales 2020
- Maire sortant : Nicolas Desfachelle (DVG)
- 29 sièges à pourvoir au conseil municipal (population légale 2017 : 6 606 habitants)
- 4 sièges à pourvoir au conseil communautaire (CU d'Arras)

### Jumelages
| Ville | Ville | Pays | Pays    | Période     |
| ----- | ----- | ---- | ------- | ----------- |
|       | Rosso |      | Sénégal | depuis 2004 |

## Équipements et services publics

### Eau et déchets
La ville dispose d'une déchetterie et du centre de tri des déchets intercommunal.

### Espaces publics
Depuis 2014, la commune de Saint-Laurent-Blangy est récompensée par le label « Ville Internet @@@.

### Enseignement
La commune est située dans l'académie de Lille et dépend, pour les vacances scolaires, de la zone B.
La ville administre deux écoles primaires : l'école du Petit Pont de Bois - Lenglet-Vivot et l'école Paul Langevin.

### Justice, sécurité, secours et défense
La ville héberge le Service départemental d'incendie et de secours (SDIS) 62.

## Population et société

### Démographie
Les habitants de la commune sont appelés les Immercuriens.

#### Évolution démographique
L'évolution du nombre d'habitants est connue à travers les recensements de la population effectués dans la commune depuis 1793. Pour les communes de moins de 10 000 habitants, une enquête de recensement portant sur toute la population est réalisée tous les cinq ans, les populations de référence des années intermédiaires étant quant à elles estimées par interpolation ou extrapolation. Pour la commune, le premier recensement exhaustif entrant dans le cadre du nouveau dispositif a été réalisé en 2006.

En 2022, la commune comptait 6 492 habitants, en évolution de −2,51 % par rapport à 2016 (Pas-de-Calais : −0,72 %, France hors Mayotte : +2,11 %).
| 1793 | 1800 | 1806 | 1821 | 1831  | 1836  | 1841  | 1846  | 1851  |
| ---- | ---- | ---- | ---- | ----- | ----- | ----- | ----- | ----- |
| 550  | 653  | 727  | 875  | 1 088 | 1 213 | 1 264 | 1 361 | 1 333 |

| 1856  | 1861  | 1866  | 1872  | 1876  | 1881  | 1886  | 1891  | 1896  |
| ----- | ----- | ----- | ----- | ----- | ----- | ----- | ----- | ----- |
| 1 377 | 1 609 | 1 516 | 1 619 | 1 674 | 1 925 | 1 864 | 1 802 | 1 915 |

| 1901  | 1906  | 1911  | 1921  | 1926  | 1931  | 1936  | 1946  | 1954  |
| ----- | ----- | ----- | ----- | ----- | ----- | ----- | ----- | ----- |
| 1 935 | 1 944 | 1 985 | 1 795 | 3 132 | 3 154 | 3 107 | 3 232 | 3 370 |

| 1962  | 1968  | 1975  | 1982  | 1990  | 1999  | 2006  | 2011  | 2016  |
| ----- | ----- | ----- | ----- | ----- | ----- | ----- | ----- | ----- |
| 3 681 | 3 788 | 5 227 | 6 100 | 5 358 | 5 578 | 5 553 | 6 242 | 6 659 |

| 2021  | 2022  | - | - | - | - | - | - | - |
| ----- | ----- | - | - | - | - | - | - | - |
| 6 507 | 6 492 | - | - | - | - | - | - | - |

#### Pyramide des âges
En 2018, le taux de personnes d'un âge inférieur à 30 ans s'élève à 36,9 %, soit au-dessus de la moyenne départementale (36,7 %). À l'inverse, le taux de personnes d'âge supérieur à 60 ans est de 24,1 % la même année, alors qu'il est de 24,9 % au niveau départemental.
En 2018, la commune comptait 3 018 hommes pour 3 557 femmes, soit un taux de 54,10 % de femmes, largement supérieur au taux départemental (51,50 %).
Les pyramides des âges de la commune et du département s'établissent comme suit.
| Hommes | Classe d’âge | Femmes |
| ------ | ------------ | ------ |
| 0,7    | 90 ou +      | 1,3    |
| 5,5    | 75-89 ans    | 8,8    |
| 14,8   | 60-74 ans    | 16,6   |
| 17,9   | 45-59 ans    | 18,4   |
| 21,5   | 30-44 ans    | 20,2   |
| 18,8   | 15-29 ans    | 16,8   |
| 20,8   | 0-14 ans     | 17,8   |

| Hommes | Classe d’âge | Femmes |
| ------ | ------------ | ------ |
| 0,5    | 90 ou +      | 1,6    |
| 5,6    | 75-89 ans    | 8,9    |
| 16,7   | 60-74 ans    | 18,1   |
| 20,2   | 45-59 ans    | 19,2   |
| 18,9   | 30-44 ans    | 18,1   |
| 18,2   | 15-29 ans    | 16,2   |
| 19,9   | 0-14 ans     | 17,9   |

### Manifestations culturelles et festivités
- Deux géants : Ch'grand Louis et P'tite Rosa[51],[52].

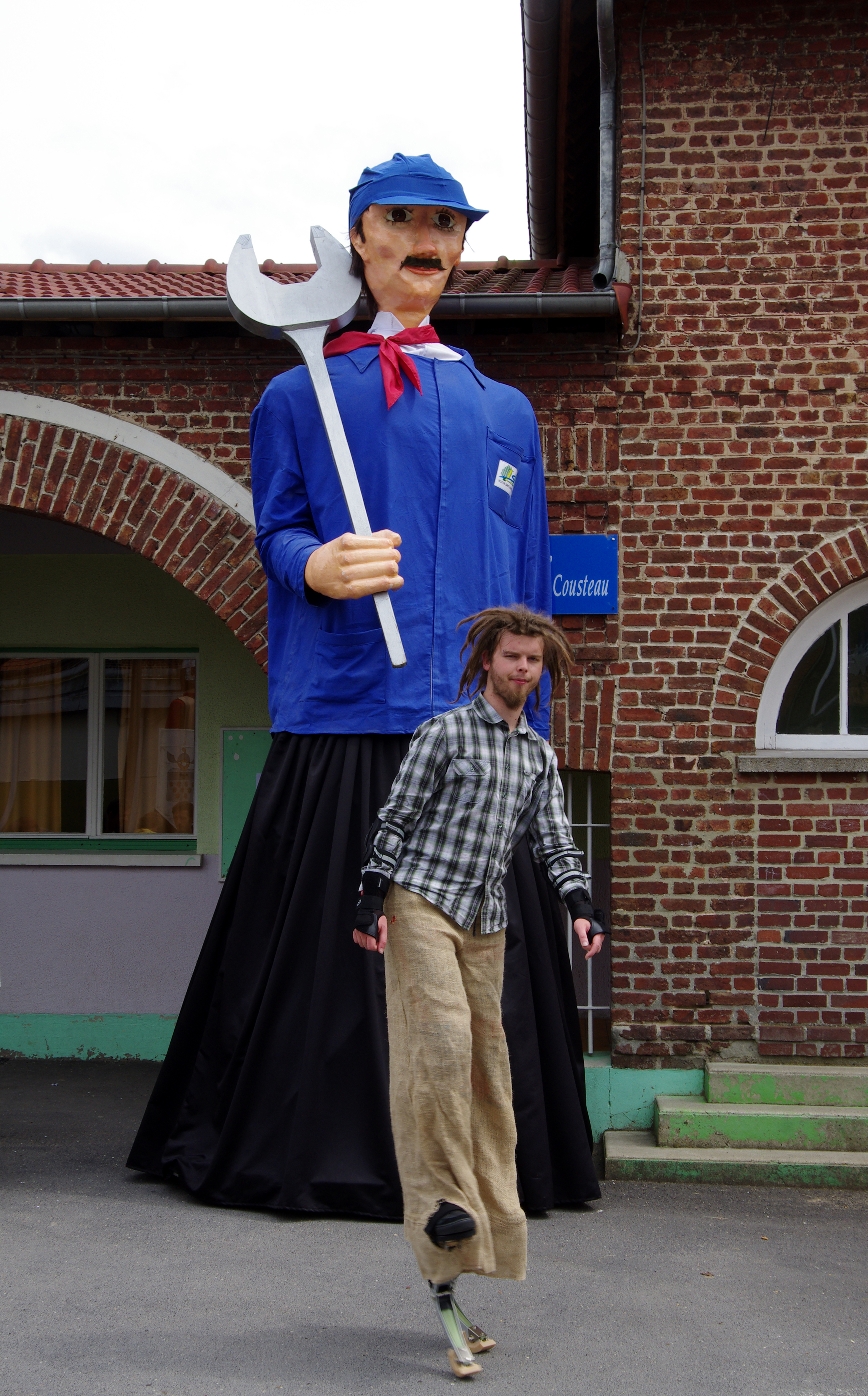
Le géant Ch'grand Louis, de sortie à Roclincourt en 2011.

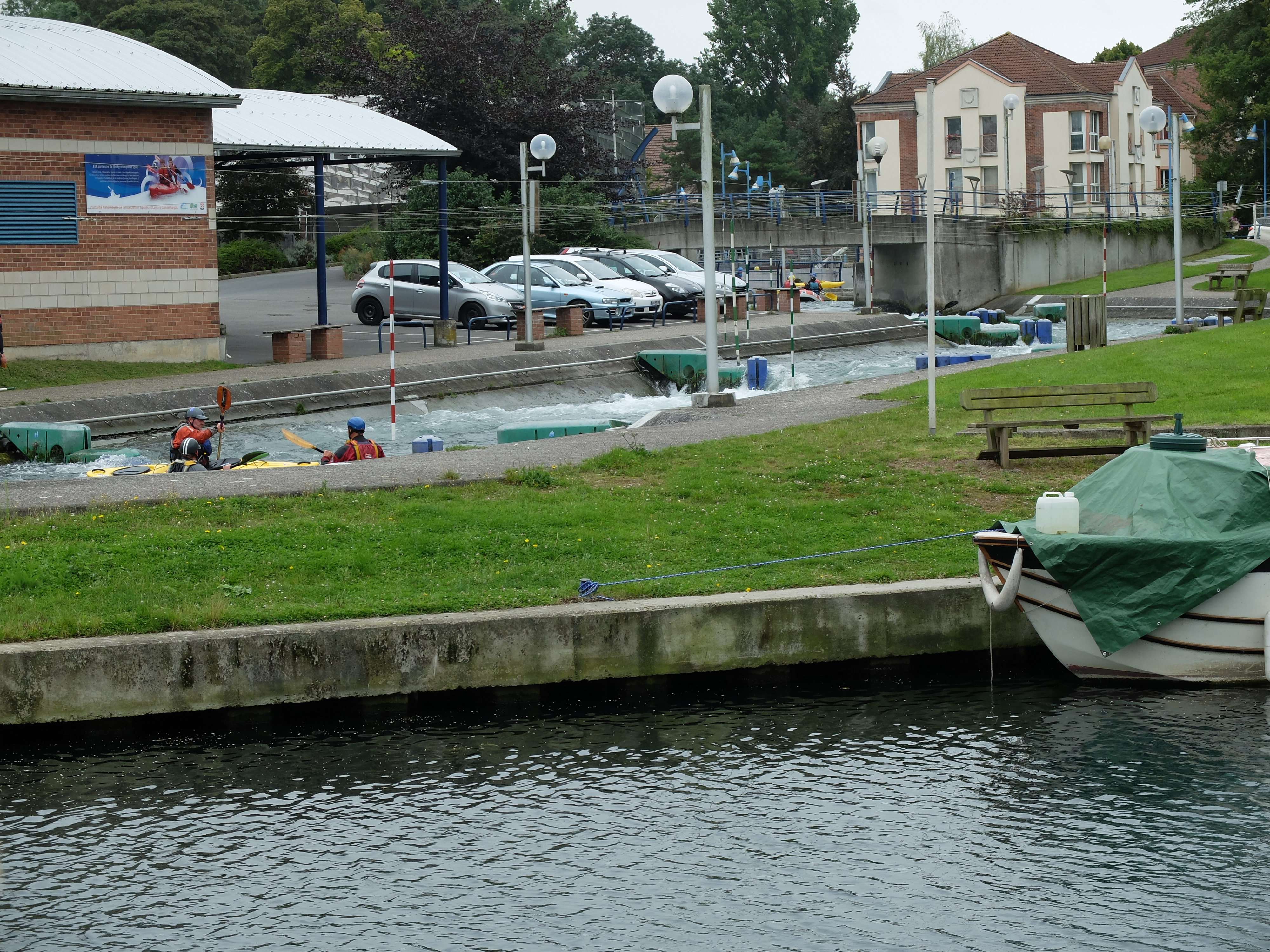
La base nautique.

- Spectacle son et lumière « Histoires et Rêves d'Artois » au Parc d'Immercourt en septembre.
- Régates internationales de canoë-kayak en janvier sur le bassin du Val de Scarpe.
- Fête du Val de Scarpe et Fête de l'eau en Pas-de-Calais en septembre.
- Tchicou Parc entre le 14 juillet et le 15 août.
- Spectacle lyrique en janvier.
- Fêtes communales en juin.
- Week-end culturel en mai.
- RécréaScènes pour les enfants en octobre.
- Fête des fleurs le 8 mai.
- Vide-greniers en septembre.
- Foulées immercuriennes en septembre.
- Randonnée pédestre du Val de Scarpe en février.

## Économie

### Revenus de la population et fiscalité
En 2021, la commune compte 3 084 ménages fiscaux, regroupant 6 422 personnes.
Le revenu fiscal médian par ménage, le taux de pauvreté des ménages et la part des ménages fiscaux imposés de la commune, du département du Pas-de-Calais et de la métropole sont les suivants :
- le revenu fiscal médian par ménage de la commune est de 21 570 €, supérieur à celui du département du Pas-de-Calais (20 720 €) et inférieur à celui de la France métropolitaine (23 080 €)[Insee 14],[Insee 15],[Insee 16] ;
- le taux de pauvreté des ménages de la commune est de 15 %, de 18,4 % au niveau du département et de 14,9 % au niveau de la métropole[Insee 17],[Insee 18],[Insee 19] ;
- la part des ménages fiscaux imposés dans la commune est de 49 %, de 44,1 % au niveau du département et de 53,4 % au niveau de la métropole[Insee 14],[Insee 15],[Insee 16].

### Entreprises et commerces
La ville dispose :

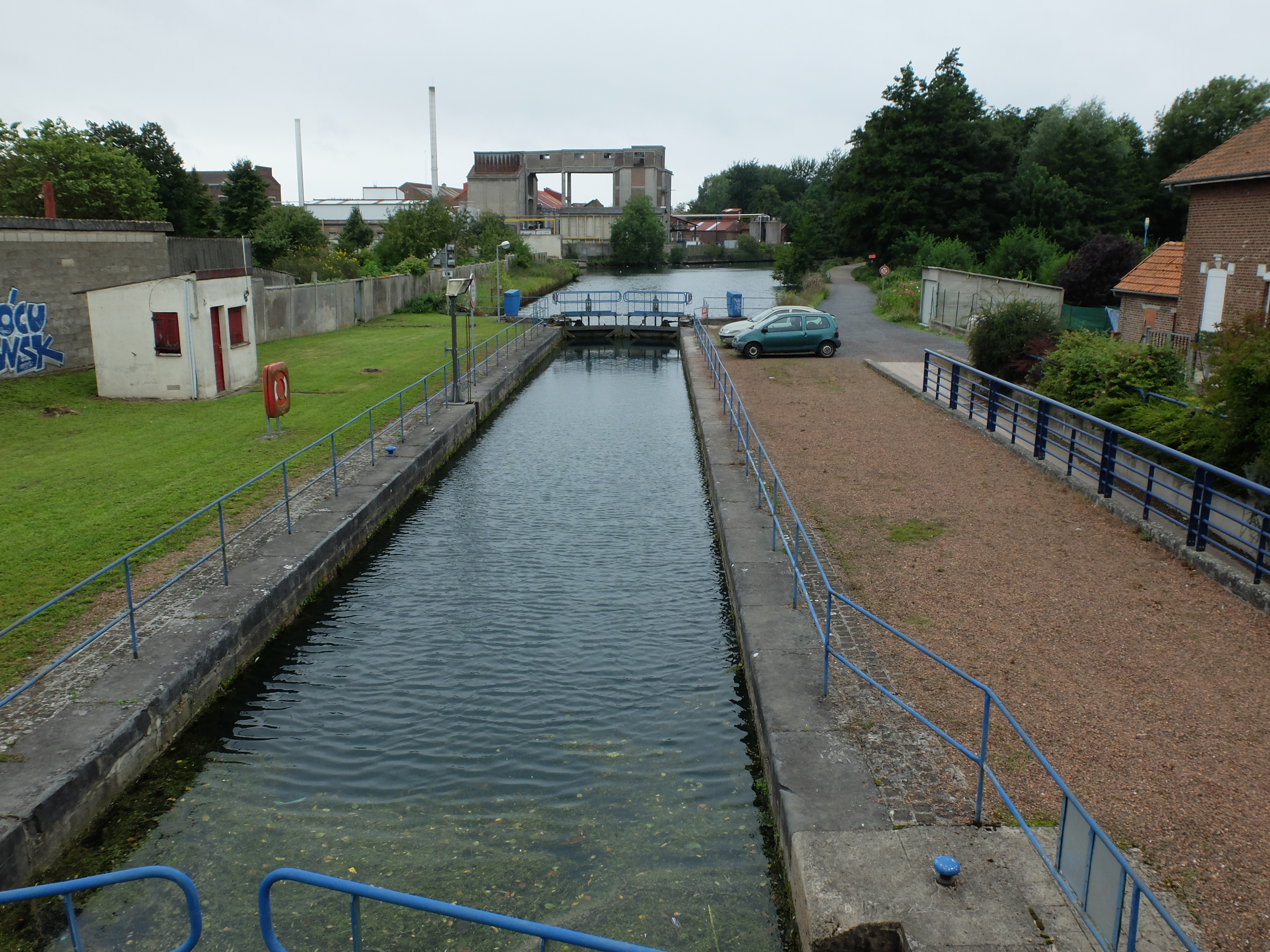
Une écluse de la Scarpe dans la commune.

- d'un port fluvial de commerce géré par la chambre de commerce et d'industrie d'Arras ;
- de la zone Actiparc gérée par la communauté urbaine d'Arras ;
- de la zone industrielle est ;
- de la zone d'activité des Chemins Croisées ;
- de la zone d'activité du 14 juillet ;
- de la zone d'activité de Blangy ;
- d'un écopôle gérée par la communauté urbaine d'Arras et le SMAV (Syndicat Mixte Artois Valorisation) ;
- de la zone d'activité des 3 fontaines.

La société arrageoise de conditionnement et de commercialisation d'œufs (Sacco) y a été fondée en 1983.

## Culture locale et patrimoine

### Lieux et monuments

#### Site classé
Un site classé ou inscrit est un espace (naturel, artistique, historique…) profitant d'une conservation en l'état (entretien, restauration, mise en valeur...) ainsi que d'une préservation de toutes atteintes graves (destruction, altération, banalisation...) en raison de son caractère remarquable au plan paysager. Un tel site justifie un suivi qualitatif, notamment effectué via une autorisation préalable pour tous travaux susceptibles de modifier l'état ou l'apparence du territoire protégé. Dans ce cadre, la commune présente un site classé par arrêté du 22 avril 1963 : le domaine de Vaudry-Fontaine.

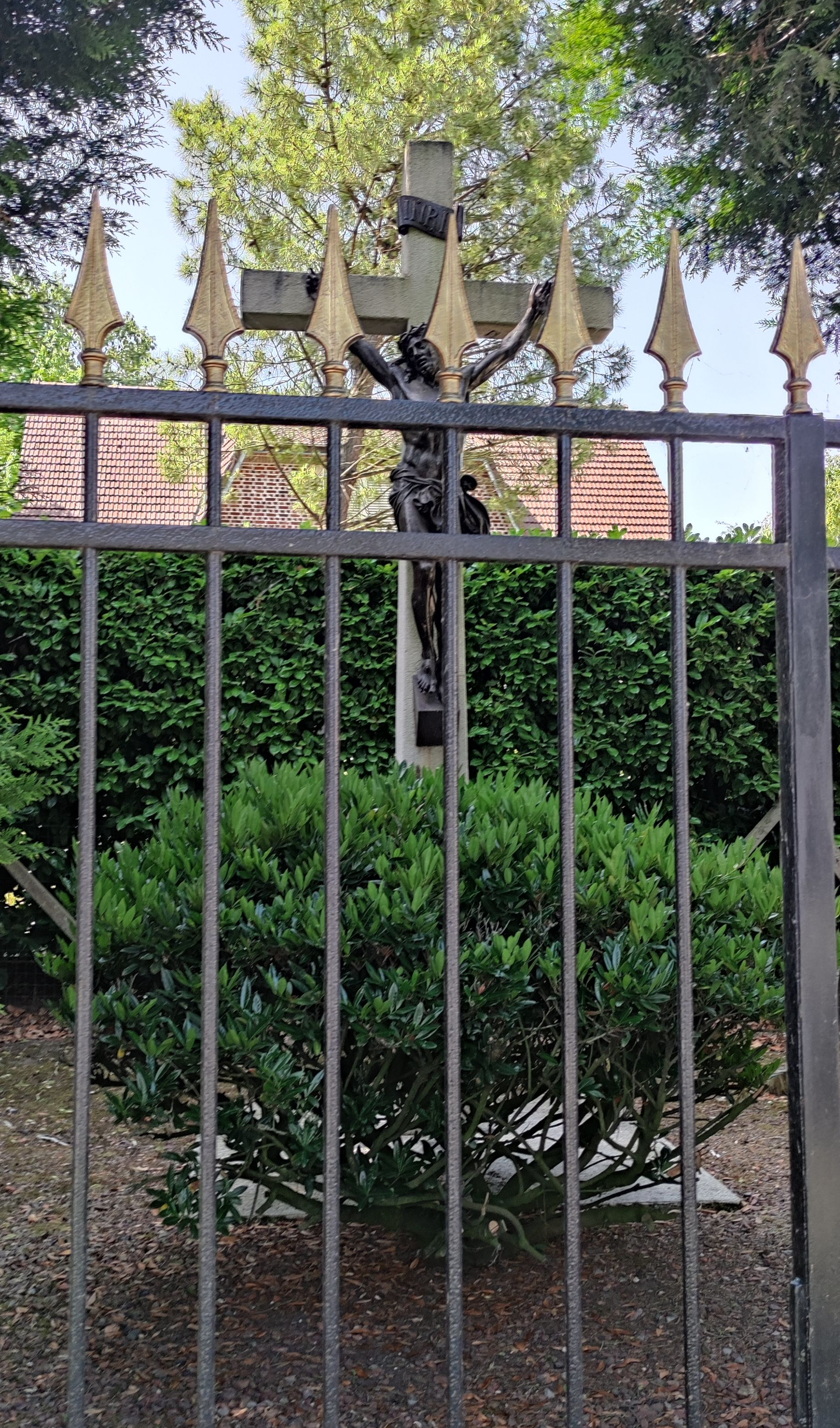
Le calvaire de Blangy.

#### Autres lieux et monuments

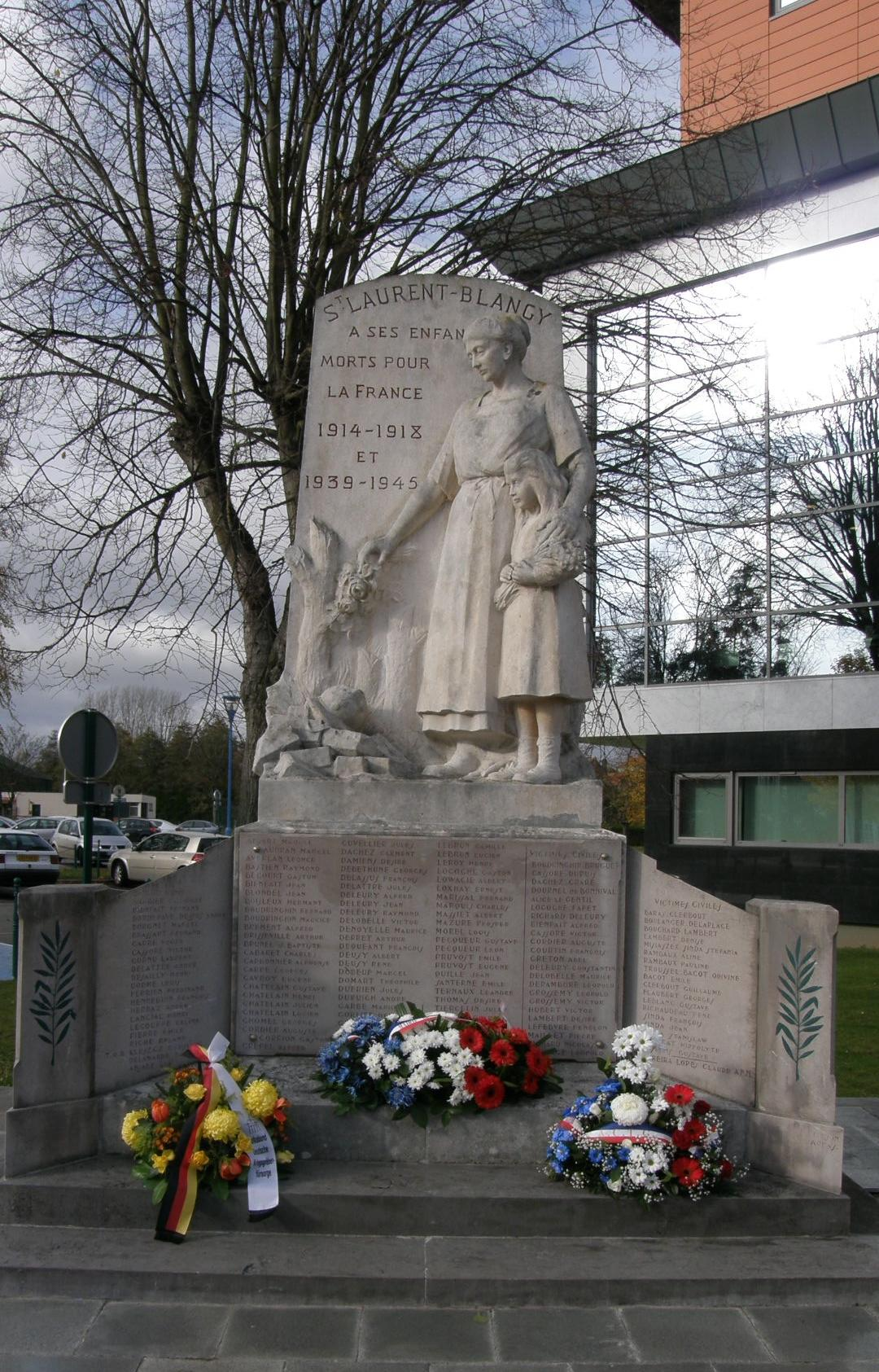
Le monument aux morts.

- Quatre cimetières militaires britanniques son implantés sur le territoire de la commune :
  - Hervin Farm British Cemetery,
  - Bailleul Road West Cemetery,
  - Bailleul Road East Cemetery,
  - Mindel Trench British Cemetery.
- Le cimetière militaire allemand : le Deutscher Soldatenfriedhof de Saint-Laurent-Blangy abrite les tombes de 31 339 soldats allemands de la Première Guerre mondiale. Il a été créé par les autorités françaises en 1921-1922 comme cimetière de rassemblement pour toutes les tombes de soldats allemands situées au sud d'Arras le long du Front. Il sera agrandi en 1956 pour accueillir les dépouilles des 4 283 soldats initialement enterrés dans le carré militaire allemand du cimetière communal de Comines[55]. La nécropole compte aujourd'hui 7 069 tombes individuelles ; 24 870 autres soldats (dont 11 587 demeurent inconnus) y reposent dans une grande fosse collective. Le site est aujourd'hui entretenu par le Volksbund Deutsche Kriegsgräberfürsorge[56].
- L'église Saint-Laurent.

- Le monument aux morts, réalisé par le sculpteur Augustin Lesieux[57].

- Le calvaire de Blangy.

### Personnalités liées à la commune
- Eugène Scribe (1791-1861), dramaturge et librettiste, dont la famille paternelle est originaire de St-Laurent-Blangy.
- Georges Palante (1862-1925), philosophe et sociologue, né dans la commune.
- Gilbert Scodeller (1931-1989),  coureur cycliste professionnel, né dans la commune.
- Léopold Verroken (1931-2005), entraineur de chevaux et driver, né dans la commune.
- Nacer Meddah (1959-), préfet, né dans la commune.
- Corinne Masiero (1964-), actrice, a vécu dans la commune[58].
- Marie Delattre (1981-), kayakiste, licenciée à l'ASL Canoë Kayak.

### Cinéma
- 2020 : Effacer l'historique, film de Benoît Delépine et Gustave Kervern avec Blanche Gardin, Denis Podalydès et Corinne Masiero, la ville a été le lieu principal de tournage du film[59].

### Héraldique
| Blason de Saint-Laurent-Blangy | Blason  | D'azur au château de trois tours couvertes et pavillonnées d'or, maçonné et ajouré de sable. Ornements extérieursCroix de guerre 1914-1918 |
| Blason de Saint-Laurent-Blangy | Détails | Le statut officiel du blason reste à déterminer.                                                                                           |

## Pour approfondir

#### Bases de données, dictionnaires et encyclopédies
- Ressources relatives à la géographie :   - Insee (communes)
  - Ldh/EHESS/Cassini
- Ressource relative à plusieurs domaines :   - Annuaire du service public français
- Notices d'autorité :   - VIAF
  - BnF (données)
  - IdRef
  - GND